# Cin Cin (film 1936)
Cin Cin (Stowaway) è un film del 1936, diretto da William A. Seiter e interpretato da Shirley Temple, Robert Young e Alice Faye.

## Trama
La piccola Barbara "Ching-Ching" Stewart, rimasta orfana dei genitori, una coppia di immigrati anglosassoni in Cina, viene imbarcata clandestinamente alla volta di Shanghai per sfuggire alle minacce di alcuni banditi.
Sulla nave incontra il ricco playboy americano Tommy Randall, che si affeziona alla bimba e decide di assumere il ruolo di suo tutore. Ching-Ching riesce a risolvere anche i problemi sentimentali del giovanotto, facendolo sposare con Susan Parker, e creando così una famiglia pronta ad accoglierla.

## Curiosità
Shirley Temple imparò 40 parole in cinese mandarino per cantare le canzoncine del film, il che richiese sei mesi di istruzioni (Edwards 101, 306). Nel film, fa l'imitazione di Ginger Rogers (ballando con un bambolotto di aspetto maschile legato alle sue scarpe), Eddie Cantor, e Al Jolson (cantando “Mammy”).  Il QI della Temple, testato durante la lavorazione di Stowaway, risultò essere 155.